# Dude Incredible
Dude Incredible è il quinto album in studio del gruppo rock statunitense Shellac, pubblicato nel 2014.

## Tracce
Side 1
1. Dude Incredible – 6:00
2. Compliant – 3:38
3. You Came in Me – 2:06
4. Riding Bikes – 5:28

Side 2
1. All the Surveyors – 3:20
2. The People's Microphone – 3:12
3. Gary – 4:00
4. Mayor/Surveyor – 1:41
5. Surveyor – 3:12

## Formazione
- Steve Albini – chitarra, voce
- Todd Trainer – batteria, voce
- Bob Weston – basso, voce